# Tuuta Airport
Port lotniczy Tuuta (IATA: CHT, ICAO: NZCI) – port lotniczy położony 19,5 km od Waitangi, na wyspach Chatham, w Nowej Zelandii.